# Eriococcus chilos
Eriococcus chilos är en insektsart som först beskrevs av Miller 1993.  Eriococcus chilos ingår i släktet Eriococcus och familjen filtsköldlöss. Inga underarter finns listade i Catalogue of Life.